# 玉嬌梨

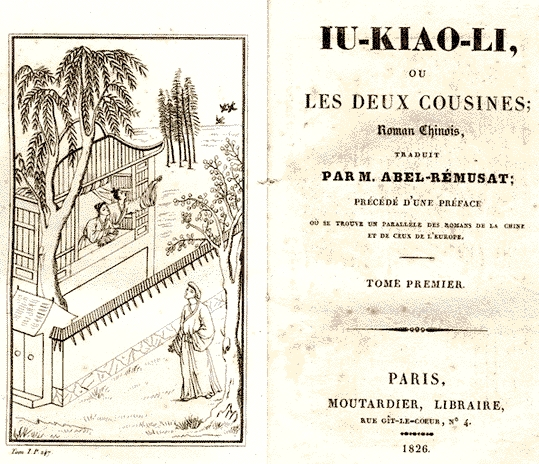
雷暮沙的法文版

《玉嬌梨》清代小说，又名《双美奇缘》，是一部強調追求自由戀愛的小說，清初张匀著，全书20回。
本書寫才子蘇友白與官家小姐白紅玉以及盧夢梨的愛情故事。白紅玉又名無嬌，與盧夢梨是表姐妹，二人同時愛上蘇友白，故本書名為玉嬌梨。苏友白與红玉多次因故错失良缘，先是张轨如偷诗自用，又有苏有德冒名求婚，但最後蘇友白還是與二美有情人終成眷屬。
本書於1921年時譯成德文，又有多國譯本，鲁迅《中国小说史略》认为本书成于明朝，又說“有法文译……故在外国特有名，远过于其在中国。”